# Colpotrochia trifasciata
Colpotrochia trifasciata là một loài tò vò trong họ Ichneumonidae.